# Mildred Fizzell
Mildred Fizzell (Toronto, Canadà, 12 de juny de 1915, 11 de novembre de 1993) va ser una atleta canadenca, especialista en la prova de 4×100 metres relleus en què va arribar a ser subcampiona olímpica l'any 1932.

## Carrera esportiva
En els jocs olímpics de Los Ángeles de 1932 va guanyar la medalla de plata en els 4x100 metres relleus, amb una marca de 47.0 segons, arribant despés dels Estats Units (or també amb 47.0 segons), i per davant del Regne Unit (bronze amb 47.6 segons), sent les seves companyes d'equip: Mary Frizzel, Lillian Palmer i Hilda Strike.